# .22 Winchester Rimfire
.22 Winchester Rimfire — американский коммерческий патрон кольцевого воспламенения, один из старейших используемых патронов такого типа. Представлен компанией «Winchester» для малокалиберной винтовки Model 1890. Предназначен для спортивно-тренировочной стрельбы и охоты на мелкую дичь. Может быть использован в любом оружии под более мощный патрон .22 WMR. В настоящее время считается устаревшим, оружие под этот патрон больше не производится.